# Kowal (miasto)
Kowal – miasto w Polsce położone w województwie kujawsko-pomorskim, w powiecie włocławskim, siedziba gminy wiejskiej Kowal.
Był miastem królewskim Korony Królestwa Polskiego, w II połowie XVI w. leżał w powiecie kowalskim województwa brzeskokujawskiego, przynależąc do starostwa kowalskiego.
W latach 1975–1998 w województwie włocławskim. Kowal ma 3298 mieszkańców (31 grudnia 2022 r.).
Obok miejscowości przepływa niewielka rzeka Rakutówka, dopływ Lubienki.

## Struktura powierzchni
Kowal zajmuje obszar 4,71 km² (2002), w tym:
- użytki rolne: 65%
- użytki leśne: 0%

Miasto stanowi 0,32% powierzchni powiatu.

## Historia

### Ziemia kowalska do I rozbioru Polski w 1772 r.
Udokumentowane dzieje Kowala sięgają początku XII w. Nazwa prawdopodobnie pochodzi od warownego grodu zwanego Kowale, wokół którego była rzemieślnicza osada kowali. Co do daty jego powstania nie zachowały się źródła pisane. Należy domniemywać, że nastąpiło to w początkach tworzenia się polskiej państwowości. Osadnictwu na tym terenie sprzyjały warunki geograficzne i obronne. Na wyspie dużego, nieistniejącego już jeziora, nazywanego ówcześnie Krzewiata, znajdował się zapewne warowny gród wraz z podgrodziem. Istnieje także hipoteza, że gród w Kowalu znajdował się w rejonie ulicy Marchlewskiego, której okolice nazywano dawniej Podgrodziem Dybowo. Pierwsza wzmianka o Kowalu datowana jest na 20 stycznia 1185 r., gdy książę mazowiecki Leszek, syn Bolesława Kędzierzawego, nadał kanonikom włocławskim kościół i osadę Kowale. W dokumentach z początku XIV w. wśród parafii diecezji włocławskiej wymienia się ośrodki parafialne w Białotarsku, Grabkowie, Kłóbce i Kowalu. Z dużą dozą prawdopodobieństwa można przyjąć, że miejscowości te były parafiami o wiele wcześniej. W początku XVII w. na skutek nowych podziałów dekanatów, Kowal został ośrodkiem władzy kościelnej dla wyżej wymienionych parafii. Stan ten utrzymał się do końca XVIII stulecia.

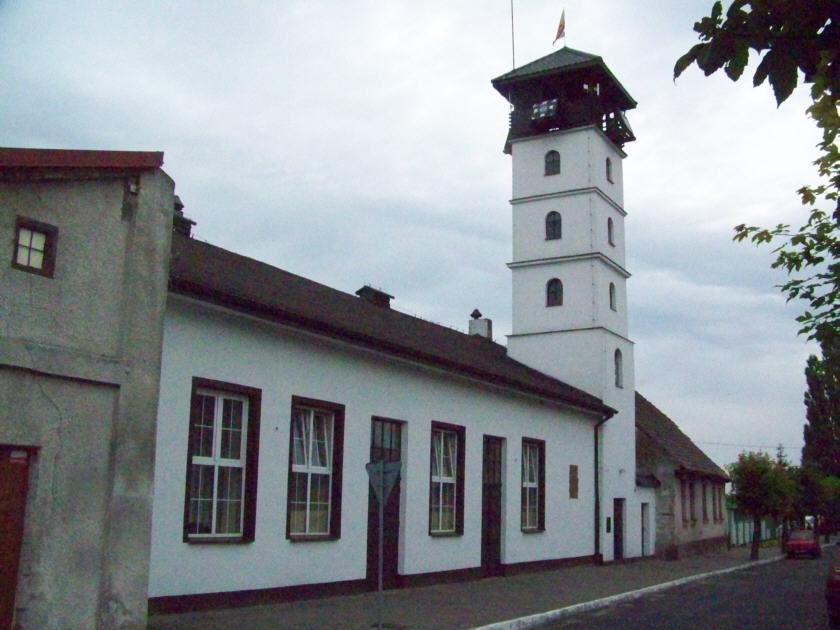
Remiza na ul. Zamkowej

W 1262 r. Kazimierz I kujawski (ok. 1211–1267) podpisał szereg znaczących dla późniejszego rozwoju Kowala dokumentów. Książę traktował gród jako jedną z wielu swoich rezydencji. Jednak data uzyskania praw miejskich przez Kowal nie jest znana. Możliwe, że już za jego panowania wieś przeniesiona została na prawo niemieckie, bowiem w kilka lat po jego śmierci był sołtys kowalski Jan. W dniu 30 kwietnia 1310 r. w Kowalu, przypuszczalnie na terenie grodu, urodził się Kazimierz Wielki.
Jan Długosz w Kronikach podaje, że w 1327 Kowal był grodem. Natomiast dokumenty Władysława Łokietka z lat 1296–1327 informują, że pierwszy kasztelan w Kowalu był w 1314. Miejscowość była usytuowana przy ważnym trakcie drogowym o znaczeniu państwowo-handlowym. Gród czy dwór był zapewne już w połowie XIII w. ośrodkiem zarządu dóbr książęcych i najprawdopodobniej dużym osiedlem targowym. Posiadał zapewne, jak wzmiankują źródła XIV-wieczne, komorę celną, dobrze funkcjonujący średniowieczny kościół, odbywały się regularnie targi i jarmarki. Sugerują, że Kowal był ośrodkiem miejskim przedlokacyjnym. Wiadomo, że stać się to miało przed 1370 r. Zdarzenie to łączy się z osobą Kazimierza Wielkiego. Nie budzi wątpliwości, że Kowal w latach 80. XIV w. był ośrodkiem miejskim. Ówczesny kronikarz Janko z Czarnkowa określa go mianem oppidum (miasto), opisując przy tej okazji zajęcie Kujaw brzeskich przez wojska mazowieckie w 1383 r., jak też walki księcia płockiego Siemowita IV w 1384 r. Siemowit IV w 1384 roku zastawił miasto.

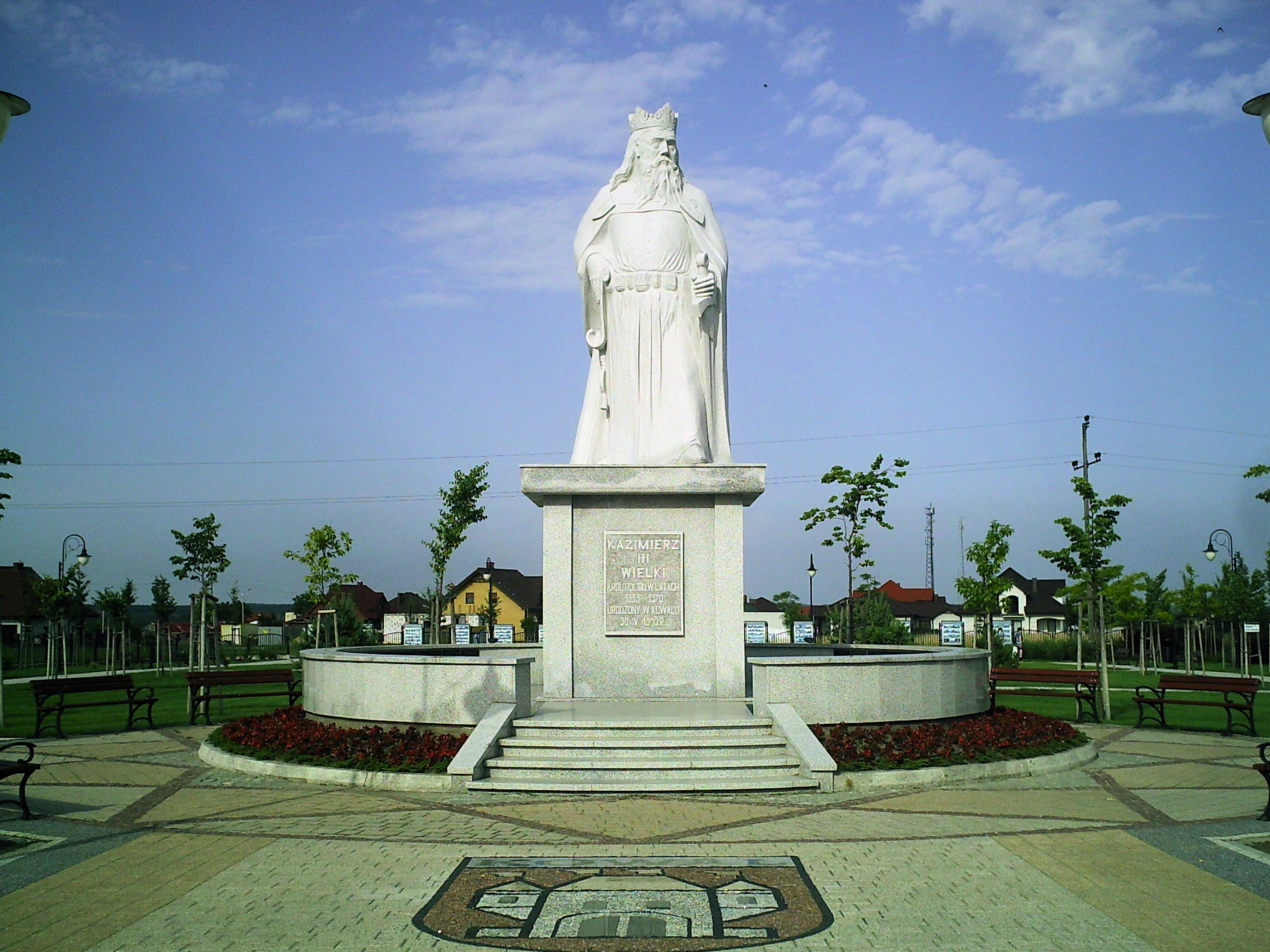
Pomnik Kazimierza Wielkiego

Nastąpił znaczny rozwój osadnictwa charakteryzującego się nowymi systemami upraw rolnych oraz wprowadzeniem elementów samorządności w postaci powołania urzędu sołtysa.
Podczas dwukrotnych najazdów Krzyżaków w 1327 i 1331 r. gród i okolice zostały splądrowane, a później zburzony zamek oraz spalona część miasta. Rezultatem tych poczynań było ustanowienie w Kowalu krzyżackiej komturii. W wyniku postanowień pokoju kaliskiego w 1343 r. Kowal powrócił do Polski. Z inicjatywy Kazimierza Wielkiego gród odbudowano i wzmocniono zamek, co spowodowało nadanie znaczącemu już na Kujawach grodowi w 1339 r. praw miejskich na prawie magdeburskim. W 1387 r. na kilka lat zamek przeszedł we władanie Abrahama Sochy – wojewody płockiego. Król Władysław II Jagiełło w 1420 r. na kowalskim zamku przyjął posłów czeskich, którzy proponowali mu przyjęcie korony. Tenże władca w 1428 r. uwolnił mieszkańców Kowala od cła targowego podczas sprzedaży wywożonych towarów i produktów z ziemi kujawskiej, łęczyckiej i sieradzkiej. W 1432 r. zwolnił od składania powinności w naturze dla zamku.
W królestwie zjednoczonym przez ostatnich Piastów kowalskie ziemie znalazły się w strefie przygranicznej. Ich znaczenie wzrosło w wyniku wytyczenia traktu warszawskiego przez: Patrowo, Baruchowo, Świątkowice, Rakutowo, Kowal, Gołaszewo i Brześć Kujawski. Był także szlak poprzeczny z „Wielkopolski ku Wiśle”, przebiegający przez: Kowal, Wolę Nakonowską, Kuźnice, Lubraniec ku Wielkopolsce. Oprócz nich funkcjonowało jeszcze kilka innych lokalnych traktów. Ponowną lokację miasta na prawie chełmińskim ustanowił król Zygmunt I Stary w 1519, co łączyło się z przywilejami jarmarków. Natomiast Zygmunt III Waza w latach 1593 i 1613 zezwolił miastu na utworzenie konfraterni literackiej z prawem wytwarzania i sprzedawania wódek oraz piwa.
Ówczesny Kowal należał do bardziej znaczących miast województwa brzeskokujawskiego. Był siedzibą starostów grodzkich, którzy sprawowali władzę administracyjną i sądowniczą (sądownictwo ziemskie i grodzkie) na terenie powiatu kowalskiego. Ostrożne szacunki mówią, że liczył on ponad 1400 mieszkańców, którzy zamieszkiwali w ok. 240 domostwach.
W wyniku przemarszu wojsk, w czasie potopu szwedzkiego w latach 1655–1660, walk Stefana Czarnieckiego o wyzwolenie Kujaw i Mazowsza, działań militarnych prowadzonych w czasie wojny północnej w latach 1700–1721 oraz panującej w tym czasie zarazy liczba domów i mieszkańców Kowala zmniejszyła się prawie o połowę. Po zakończeniu wojny szwedzkiej w drugiej połowie XVII w. w mieście pozostało jedynie ok. 30 domów.
W 1771 r. ziemie kujawsko-brzeskie zostały opanowane przez konfederatów barskich, która miała poparcie miejscowej szlachty, przede wszystkim rodzin Kretkowskich, Głębockich i Szadokierskich. Po wyparciu polskich oddziałów z Kujaw w grudniu 1771 r. na mieszkańców nałożono kontrybucję, zarządzono rekwizycję pogłowia (bydła i trzody) oraz drastycznie podniesiono podatki.
Utworzenie w Kowalu urzędu starosty, którego siedzibą był kowalski zamek, spowodowało przejęcie we władanie: Grodztwa Kowal z wójtostwem i osadą Warząchewka, młyna Diabełek, dóbr Łagiewniki, Rembów i rozległych obszarów Duninowa, z których w XVIII w. utworzono oddzielne starostwo i nadano je rodzinie Kretkowskich. Wcześniej Kowal z przyległościami był własnością Bartosza Wezenborga i jego braci, Piotra z Oporowa; rodzin: Oporowskich, Brudzewskich, Kościelickich, Działyńskich, Przyjemskich, Morsztynów, Kretkowskich oraz Wiśniowieckich rezydujących we wsi Łanięta Michała Zboińskiego, Stanisława Dąmbskiego i Michała Sokołowskiego – ostatniego starosty kowalskiego w I Rzeczypospolitej. Za ich władania, szczególnie w pierwszej połowie XVIII w., nastąpił rozwój ekonomiczny i gospodarczy miasta, które promieniowało na okolicę.

### Kowal i okolice w okresie walk narodowowyzwoleńczych (1772−1918)
Traktat petersburski z początku 1793 r., w wyniku którego nastąpił II rozbiór Polski, spowodował, że w zaborze pruskim znalazły się Kujaw i część ziemi dobrzyńskiej. Rzeczywista okupacja wojskowa Kowala nastąpiła w kwietniu 1793 r., kiedy na 15 lat doszło do przejęcia władzy przez pruskie władze kamery (urząd administracji) w Piotrkowie Tryb. Po III rozbiorze Polski, Kujawy wschodnie włączono do departamentu poznańskiego. Kowal stał się ośrodkiem domen, czyli ziemskich majątków królewskich. Po 1815 miasto dostało się pod zabór rosyjski. Od 1831 Kowal przestał być stolicą powiatu. Z urzędów administracji ponadregionalnej pozostawiono jedynie sąd okręgowy. Dotychczasowy miejski ustrój Kowala został sprowadzony do gminnego, a po upadku powstania styczniowego miasto zostało włączone do gminy Kowal. Z mapy miasta zniknął królewski zamek, kościoły św. Mikołaja, św. Fabiana i Sebastiana oraz św. Ducha i kilka innych budowli.
Podstawy prawne działania ustroju gminnego regulował ukaz carski z 2 marca 1864, który dotyczył powoływania i organizacji władzy na najniższych szczeblach. Organem stanowiącym była rada gminy, wykonawczym i zarządzającym – zarząd gminy z jej burmistrzem. Przepisy ukazu obowiązywały do 1918 r.
Po wprowadzeniu podpisanej 31 grudnia 1866 r., wzorowanej na rozwiązaniach istniejących w Cesarstwie Rosyjskim, ustawy o wprowadzeniu na terenie Królestwa Polskiego nowej organizacji administracji, w 1867 Kowal został pozbawiony praw miejskich oraz siedziby władz powiatowych. Z królewskiego wolnego miasta został zdegradowany do pozycji osad. Prawa miejskie Kowal odzyskał dopiero w 1919 roku.

### W II Rzeczypospolitej (1918−1939)
Niemiecki okupant opuścił tereny Kujaw 11 listopada 1918 r. Granice powiatu leżącego w woj. warszawskim oraz jego podział administracyjny nie uległ radykalnym zmianom. W okresie międzywojennym Kowal stanowił znaczący na Kujawach ośrodek rzemieślniczo-handlowy i administracyjny dla najbliższej okolicy. Liczne młyny, tartaki, olejarnie, odbywające się jarmarki dawały utrzymanie mieszkańcom miasta. Z tego okresu pochodzi także kilka wciąż istniejących obiektów. Na konglomerat ludnościowy składała się głównie ludność pochodzenia polskiego, żydowskiego i niemieckiego. Z biegiem lat narastający kryzys gospodarczy wpłynął na stan zamożności mieszkańców Kowala oraz doprowadził do radykalizacji ich przekonań i upodobań społeczno-politycznych. Działało kilka partii, stronnictw i organizacji, takich jak: Polska Partia Socjalistyczna, Chrześcijańska Demokracja, Żydowska Partia Socjalistyczna „BUND”, Żydowska Partia Syjonistyczna „MAKABI”, Polskie Stronnictwo Ludowe „Wyzwolenie”, Narodowa Demokracja, Związek Strzelecki, Przysposobienie Wojskowe i Wychowanie Fizyczne, Przysposobienie Wojskowe Konne „Krakus”, Związek Młodzieży Katolickiej, Związek Młodzieży Wiejskiej „Wici”, Towarzystwo Gimnastyczne Sokół, Towarzystwo Sportowe „Kowalanka”, Wspólnota Leśna, Kółko Rolnicze, Kasa Stefczyka, Związek Zawodowy Pracowników Rolnych.

### II wojna światowa

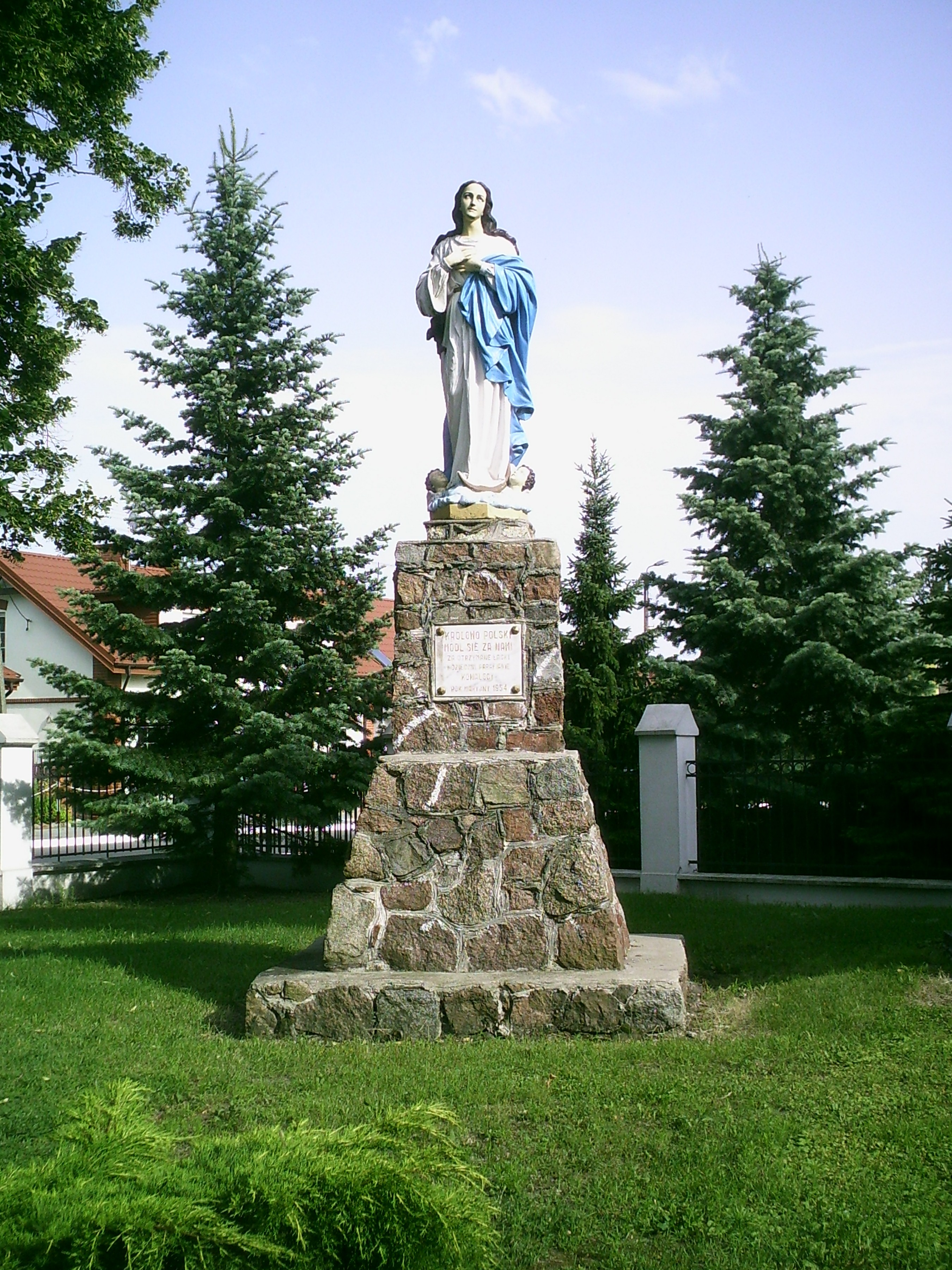
Figura NMP

Wojska niemieckie wkroczyły do miasta 13 września 1939 r. od strony Kruszyna z kierunku Lubrańca i Brześcia Kujawskiego. Ich wkroczenie poprzedzone było ostrzałem artylerii lekkiej. Miasto, podobnie jak i całe Kujawy, zostało włączone do Rzeszy. Od pierwszych dni utraty niepodległości nastąpiła germanizacja oraz eksterminacja ludności, szczególnie osób pochodzenia żydowskiego. Z Kowala wywieziono i zabito lub osadzono w obozach koncentracyjnych około 1500 Żydów. Największa ich liczba została deportowana, uwięziona i skazana na śmierć w obozie w Chełmnie nad Nerem. Władze niemieckie rozpoczęły intensywne wysiedlanie rodzin polskich z Kowala w 1940 r., wywożąc je do Rzeszy, a na ich miejsce osiedlając rodziny pochodzenia niemieckiego z terenów nadbałtyckich, wołyńskich, galicyjskich i czarnomorskich (Besarabia). W październiku 1944 r. miejscowa żandarmeria aresztowała grupę patriotów kowalskich i doprowadziła ich do włocławskiego Gestapo. Zostali oni ostatecznie osadzeni w obozie Groß-Rosen, z którego już nie wrócili. Także niektóre składniki majątku kulturowego i religijnego zostały przez okupantów zniszczone, np. kaplica św. Rocha, figura św. Józefa i cztery inne kaplice przydrożne położone wokół miasta.
Jesienią 1939 r. powstało kilka konspiracyjnych organizacji, których zadaniem było przeciwstawienie się okupantowi oraz ulżenie w cierpieniach miejscowej ludności. Znane są działania w zakresie kolportażu prasy podziemnej i ulotek, akcji charytatywnych oraz innych przedsięwzięć antyhitlerowskich przez kowalską komórkę Komendy Obrońców Polski (KOP), Szarych Szeregów, Związku Walki Zbrojnej (ZWZ), Armii Krajowej (AK), Tajnej Organizacji Polskiej (TOP) oraz Miecza i Pługa. Problematyka związana z wydarzeniami na terenie Kowala oraz okolicznych miejscowości jest mało udokumentowana w literaturze przedmiotu. Niemcy podczas okupacji zmienili nazwę miasta na niem. Freistadt (1939–1942), po czym na Kowall (1943–1945).

### W czasach PRL (1945−1989)
19 stycznia 1945 r. czołgiści I Frontu Białoruskiego bez większego oporu dotarli do Kowala od strony Warszawy. Z tego okresu na miejscowym parafialnym cmentarzu są zbiorowe mogiły zabitych żołnierzy sowieckich i polskich. Na drugi dzień po zakończeniu działań wojennych w Kowalu samorzutnie zorganizował się oddział MO, który przystąpił do zaprowadzania ładu i porządku w mieście, szczególnie w kwestii ochrony mienia przed grabieżą. W tym samym czasie powstał Tymczasowy Obywatelski Komitet m. Kowala (TOK). Podczas narady podjęto decyzję o sposobie powitania wojska w Kowalu oraz o powołaniu pionów organizacyjnych w łonie Magistratu Miasta. Działająca przez kilka tygodni Rada Wykonawcza TOK, dokonała wyboru kierowników fabryk i zakładów przemysłowych w Kowalu. 14 lutego 1945 r. wybrano pierwszą Tymczasową Radę Miasta Kowala, która przejęła obowiązki zarządzania miastem od TOK. W drugiej dekadzie czerwca 1945 r. Rada Tymczasowa została przemianowana na Miejską Radę Narodową w Kowalu, z jej przewodniczącym oraz powołano pierwszego po zakończeniu II wojny światowej burmistrza. Reaktywowano także – pod polskim kierownictwem – w Kowalu i w kilku innych miejscowościach OSP. Zaczęły działalność zakłady pracy, placówki szkolne, organizacje polityczno-społeczne i sportowe.
Teren miasta oraz sąsiednich wsi włączony został w lutym 1945 r. do woj. pomorskiego, a w miesiąc później do woj. bydgoskiego. Ten podział dotrwał do wprowadzenia dwustopniowego systemu władzy państwowej, jaki wprowadzono w połowie 1975 r., kiedy powstało województwo włocławskie.
W 1946 r. w wyniku przeprowadzenia spisu powszechnego stwierdzono, iż miasto liczyło 3009 obywateli. W porównaniu z wrześniem 1939 r. ich liczba zmniejszyła się o około 2000. Natomiast w 1959 r. Kowal zamieszkiwało 3020 mieszkańców, a w 1960 r. około 3200 osób.
20 marca 1950 r. zlikwidowano zarządy gminne, których obowiązki przejęły nowo powstałym prezydiom gminnych rad narodowych.
Nowa reforma administracyjna kraju w 1954 r. spowodowała podział powiatu włocławskiego na gromady, a ustawa „O radach narodowych” z 1958 r. uregulowała w sposób kompleksowy działalność rad narodowych wszystkich szczebli. W wyniku tych postanowień, z dawnego obszaru oraz gmin Baruchowo i Kowal, powstały gromadzkie rady narodowe w Czarnem, Czerniewicach, Grabkowie, Kłótnie, Kowalu, Nakonowie, Więsławicach. Oprócz tego w Kowalu istniał miejski ośrodek administracyjny. Na czele najniższej jednostki terytorialnej stało ciało uchwałodawcze – prezydium gminnej (miejskiej) rady i jego komisje. Ciałem tym kierował przewodniczący gminnej (miejskiej) rady, natomiast biurem rady zarządzał sekretarz gromadzki. Działalność tych struktur skończyła się 31 grudnia 1972 r., gdy zniesiono dotychczasowy podział terenów wiejskich na gromady i wprowadzono w ich miejsce, obejmujące większy obszar, urzędy gminne (miejskie, miejsko-gminne), którymi kierowali naczelnicy. W wyniku tych przeobrażeń zmieniły się granice jednostek administracyjnych. Powstał Urząd Miasta i Gminy Kowal, który swym oddziaływaniem objął miasto i gminę Kowal oraz do 1984 r. obecną gminę Baruchowo. Stan ten obowiązywał do 1990 r. Kolejny podział administracyjny kraju w 1975 r. spowodował dwustopniowość w administracji publicznej. Z tego powodu zlikwidowano funkcjonujące od zakończenia II wojny światowej powiaty. Ich miejsce w szczątkowym zakresie wypełniała administracja szczebla rejonowego. Urzędom miast i gmin nadano prerogatywy władzy szczebla podstawowego.

### W III Rzeczypospolitej (od 1989)
1 stycznia 1991 r. doszło do podziału dotychczas funkcjonującego organizmu miejsko-gminnego w Kowalu na dwie odrębne jednostki administracji samorządowej. Powstał nowy UM w Kowalu oraz UG w Kowalu. Wprowadzony od 1 stycznia 1999 r. nowy podział administracyjny kraju, którego wynikiem było powstanie 16 dużych województw, doprowadził do likwidacji województwa włocławskiego.
Dorobkiem samorządu miasta Kowala są: oddanie do użytku miejsko-gminnego składowiska odpadów, budowa sieci telefonicznej, wybudowanie oczyszczalni ścieków wraz z siecią kanalizacji sanitarnej, instalacja nowego oświetlenia wszystkich ulic miasta, uruchomienie nowego targowiska, modernizacja i rozbudowa stadionu sportowego, rozbudowa wodociągu miejskiego i modernizacja stacji wodociągowej, wyremontowanie i zmodernizowanie nawierzchni prawie wszystkich ulic miasta, budowa chodników w większości ulic miejskich i kilkunastu parkingów, modernizacja parku miejskiego i dworca autobusowego, rozbudowa obiektów OSP. Większość z tych prac została wykonana siłami miasta, w ramach robót publicznych. Znaczącym osiągnięciem była także, prowadzona przez całą dekadę, modernizacja i rozbudowa obiektów oświatowych położonych przy ul. Piwnej. Ponadto wybudowano Dom Pomocy Społecznej i uruchomiono Środowiskowy Dom Samopomocy, utworzono dwa niepubliczne ośrodki zdrowia oraz dwie apteki. Oddano do użytku nowe siedziby posterunku energetycznego, biblioteki, policji oraz uruchomiono podstacje pogotowia ratunkowego oraz dwie placówki opiekuńczo-rehabilitacyjne.
W mieście działały także: Bank Spółdzielczy, delegatura Powiatowego Urzędu Pracy, zakłady branży metalowej, drzewnej i szklarskiej, a także obsługujące pobliski teren służby drogowe i energetyczne. Istotny wpływ na funkcjonowanie miasta miał dynamicznie rozwijający się handel i usługi. Rozwinęła się także niepubliczna służba zdrowia oraz farmacja. Działająca – z długoletnimi tradycjami – Wspólnota Leśna Rolników Miasta Kowala gospodaruje na 550 ha lasów i łąk. Życie kulturalne ogniskuje się wokół remizy strażackiej, biblioteki miejskiej, szkoły podstawowej, gimnazjum oraz placówek szkolnictwa ponadgimnazjalnego. W strategii województwa kujawsko-pomorskiego na lata 2000–2010, Kowal jako ośrodek czwartego poziomu w hierarchii sieci osadniczych, został sklasyfikowany jako miasto o potencjale świadczonych usług porównywalnym z najsłabszymi ośrodkami powiatowymi. O społecznym klimacie środowiska miejskiego stanowiło kilkanaście organizacji społecznych.

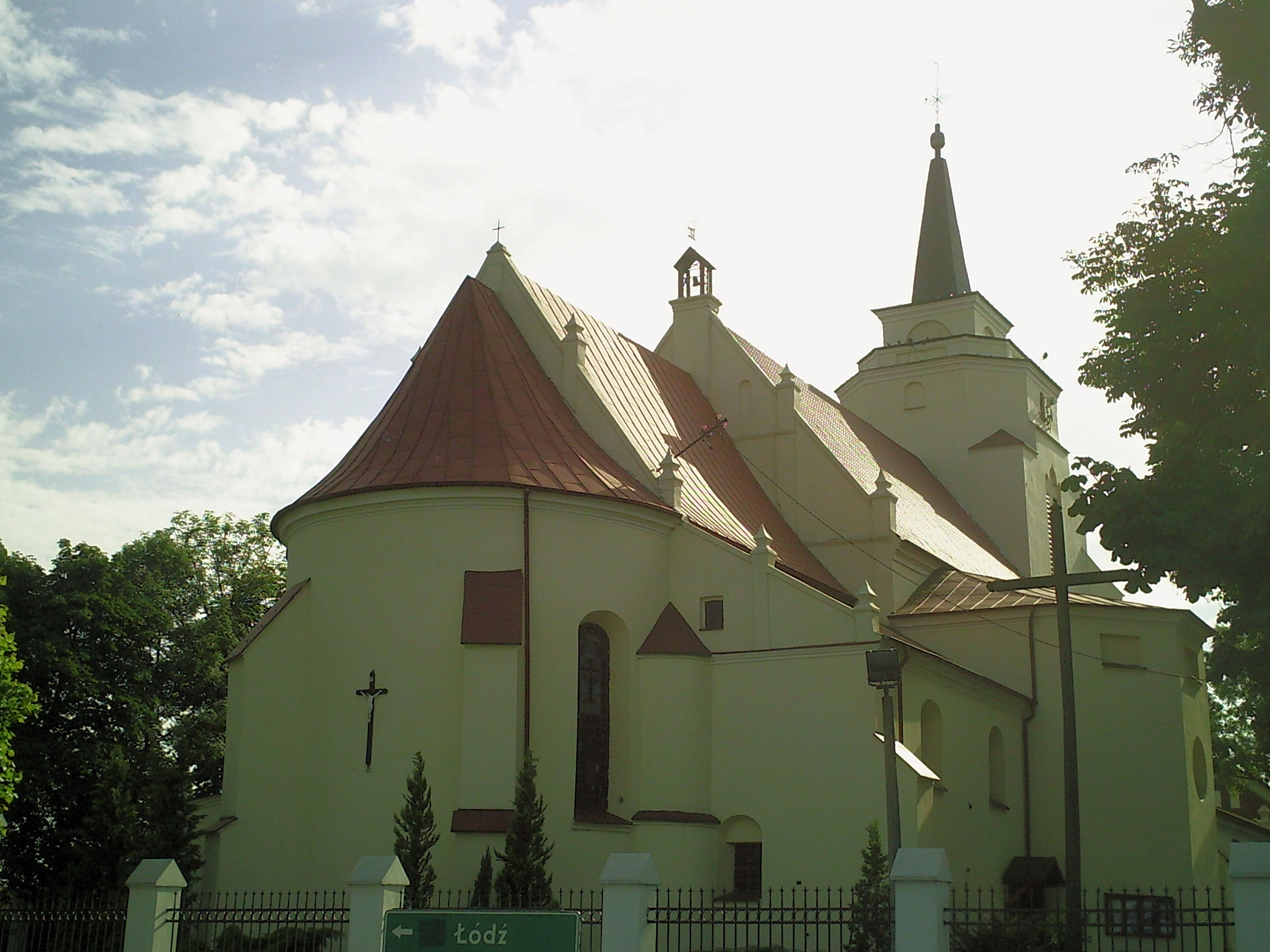
Kościół św. Urszuli

W mieście znajduje się odrestaurowany kościół parafialny wyznania rzymskokatolickiego oraz remiza miejskiej OSP. Miasto ma flagę, hymn oraz herb. Kowal stał się centrum społeczno-gospodarczym oraz kulturalnym, także dla kilku okolicznych gmin.

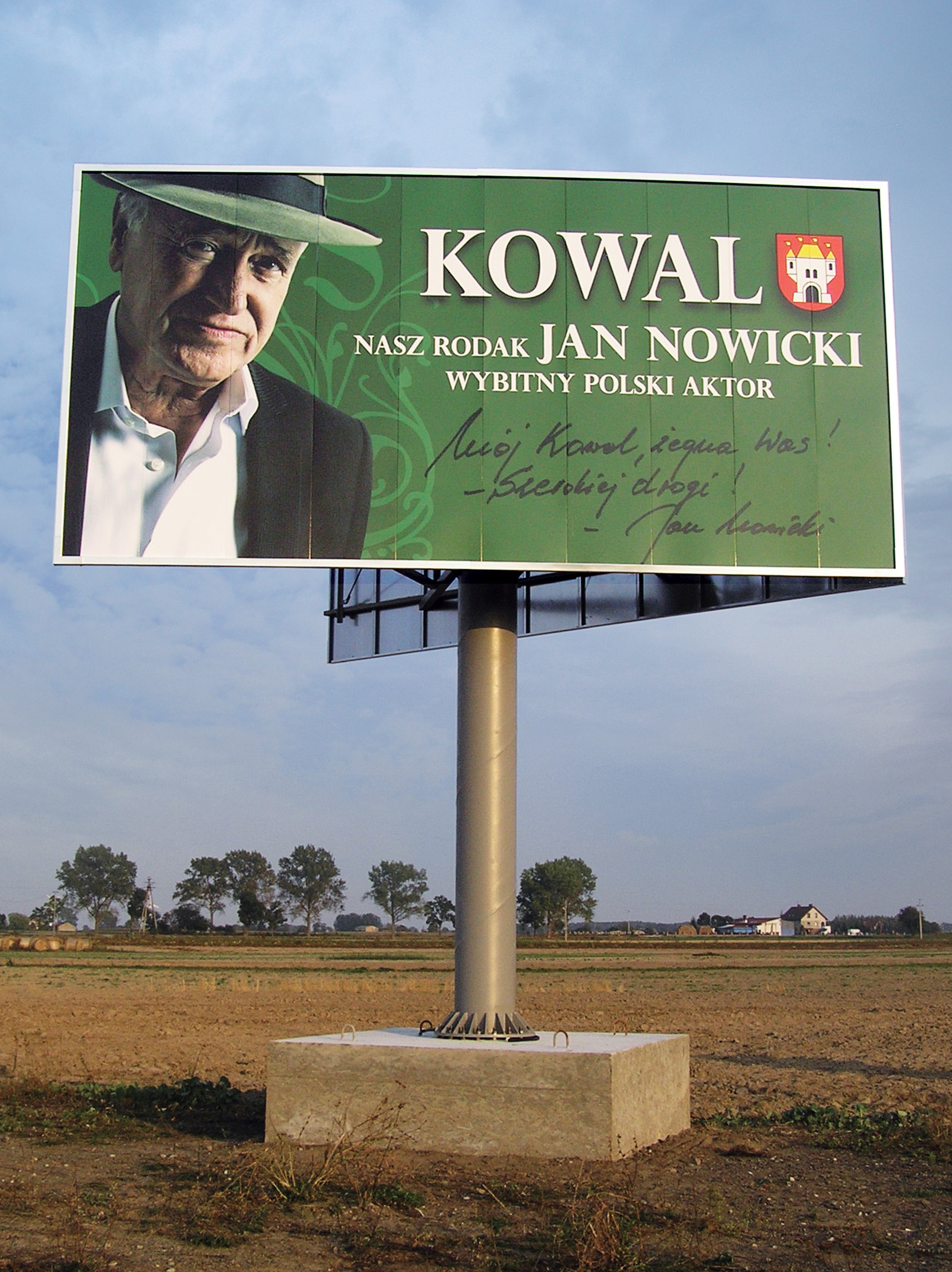
Witacz w Kowalu z wizerunkiem Jana Nowickiego, który urodził się w mieście i spoczywa na miejscowym cmentarzu

## Demografia
Miasto ma 3298 mieszkańców (31 grudnia 2022 r.).
| Opis                              | Ogółem | Ogółem | Kobiety | Kobiety | Mężczyźni | Mężczyźni |
| --------------------------------- | ------ | ------ | ------- | ------- | --------- | --------- |
| jednostka                         | osób   | %      | osób    | %       | osób      | %         |
| Liczba ludności                   | 3298   | 100    | 1672    | 50,7    | 1626      | 49,3      |
| gęstość zaludnienia (mieszk./km²) | 700,2  | 700,2  | 355,0   | 355,0   | 345,2     | 345,2     |

Piramida wieku mieszkańców Kowala w 2014 roku.

## Administracja
Miasto jest członkiem stowarzyszenia Unia Miasteczek Polskich oraz Stowarzyszenia Miast Autostrady Bursztynowej.

## Zabytki
- Kościół parafialny św. Urszuli z XVII wieku
- Budynek przy ul. Zamkowej 2 kryjący w swoich murach pozostałości zamku obronnego. Zamek książąt kujawskich znany jest jako miejsce urodzenia Kazimierza Wielkiego. Wymieniany był w XIV wieku, zniszczony przez Krzyżaków w 1327 r., odbudowany i wzmocniony prawdopodobnie przez Kazimierza Wielkiego. W 1421 roku na zamku przebywał Władysław Jagiełło. W 1656 roku został zniszczony przez wojska szwedzkie, po odbudowie służył za siedzibę starosty. Potem popadł w ruinę, która w 1797 roku została rozebrana. Badań w miejscu zamku nie prowadzono. Zachowała się skarpa w narożu, fragmentu murów wykorzystanych przez późniejszy budynek mieszkalny i piwnica.

## Kultura
- Galeria Kujawska muzeum prywatne

## Drogi
Miasto jest lokalnym węzłem drogowym. W okolicy Kowala znajduje się zjazd z autostrady A1 (E75) na drogę krajową nr 91 będącą jednocześnie obwodnicą miasteczka. Przez teren miejscowości przebiegają również drogi wojewódzkie nr 265 i nr 269.